# Ján Levoslav Bella
Ján Levoslav Bella (ur. 4 września 1843 w Liptowskim Mikułaszu, zm. 25 maja 1936 w Bratysławie) – słowacki ksiądz katolicki i teolog, kompozytor i dyrygent, nauczyciel muzyki. Używał pseudonimów: Janko Pravdomil, Poludničan.
Jego utwory zaliczane były do nurtu romantycznego. Stworzył wiele kompozycji dla zespołów kameralnych, pieśni, a także m.in. operę na podstawie niemieckiej legendy, pod tytułem Wieland der Schmied (pol. Wieland Kowal). Obecnie jego twórczość przypomina i propaguje inny słowacki kompozytor i nauczyciel, Vladimír Godár.